# Сволта де Секи (Модена)
Сволта де Секи је насеље у Италији у округу Модена, региону Емилија-Ромања.
Према процени из 2011. у насељу је живело 46 становника. Насеље се налази на надморској висини од 11 м.